# Hyaloscolecostroma rondoniense
Hyaloscolecostroma rondoniense är en svampart som beskrevs av Bat. & J. Oliveira 1967. Hyaloscolecostroma rondoniense ingår i släktet Hyaloscolecostroma och familjen Capnodiaceae.   Inga underarter finns listade i Catalogue of Life.